# Sorbus medogensis
Sorbus medogensis là loài thực vật có hoa trong họ Hoa hồng. Loài này được L.T. Lu & T.C. Ku mô tả khoa học đầu tiên năm 2002.